# Secret Intelligence Service
Secret Intelligence Service (SIS, neoficiálně také MI6, Military Intelligence, Section 6) je britská tajná služba (rozvědka). 

## Historie
Byla založena v roce 1909 a jejím úkolem je provádět zahraniční špionáž.

## Odraz v kultuře
Patrně nejznámější postavou spojenou s MI6 je její fiktivní agent vytvořený spisovatelem Ianem Flemingem v roce 1952 – James Bond (agent 007), který je hrdinou řady románů a akčních filmů.